# Stefan Tebruck
Stefan Tebruck (* 1964) ist ein deutscher Historiker. Er lehrt als Professor für Mittelalterliche Geschichte an der Justus-Liebig-Universität Gießen.

## Leben und Wirken
Stefan Tebruck studierte Geschichte, Lateinische Philologie und Theologie an den Universitäten Köln, Bonn und Tübingen. Das Erste Staatsexamen erfolgte 1993 in Köln. Von 1993 bis 2007 war er Wissenschaftlicher Mitarbeiter und Assistent bei Matthias Werner an der Universität Jena. Im Jahr 1997 wurde er bei Werner promoviert mit einer Arbeit über die Reinhardsbrunner Geschichtsschreibung im Hochmittelalter. Von Oktober 2002 bis Januar 2003 folgte ein Forschungsaufenthalt beim Deutschen Historischen Institut in Rom. Seine Habilitation erfolgte 2007/08 in Jena. Tebruck war im März 2007 Erasmus-Gastdozent am Historischen Institut der Universität Jyväskylä und im Sommersemester 2007 sowie im Wintersemester 2007/08 Vertretungsprofessor für Mittelalterliche Geschichte und Landesgeschichte an der Friedrich-Schiller-Universität Jena. Von September 2007 bis September 2009 war er als Wissenschaftlicher Mitarbeiter im Forschungs- und Editionsprojekt „Codex diplomaticus Saxoniae“ der Sächsischen Akademie der Wissenschaften zu Leipzig tätig. Seit Oktober 2009 lehrt Tebruck als Professor für Mittelalterliche Geschichte an der Justus-Liebig-Universität Gießen.
Tebrucks Forschungsschwerpunkte sind Kreuzzüge und Gesellschaft, die Historiographie, Erinnerung und Traditionsbildung, Christianisierung und Kirche im Früh- und Hochmittelalter, Heiligen- und Reliquienverehrung, adlige Herrschaft und Kultur sowie die Historischen Hilfswissenschaften (Diplomatik, Sphragistik).
Tebruck ist Mitglied der Historischen Kommission für Hessen (seit 2010), der Sächsischen Akademie der Wissenschaften, der Historischen Kommission für Thüringen, der Society for the Study of the Crusades and the Latin East, im Verein für Thüringische Geschichte, Verband der Historiker und Historikerinnen Deutschlands, im Mediävistenverband und im Deutschen Hochschulverband.

## Schriften (Auswahl)
Monographien
- Die Reinhardsbrunner Geschichtsschreibung im Hochmittelalter. Klösterliche Traditionsbildung zwischen Fürstenhof, Kirche und Reich (= Jenaer Beiträge zur Geschichte. Bd. 4). Peter Lang. Frankfurt am Main u. a. 2001, ISBN 3-631-37694-4.

Herausgeberschaften
- mit Norbert Kersken: Interregna im mittelalterlichen Europa. Konkurrierende Kräfte in politischen Zwischenräumen (= Tagungen zur Ostmitteleuropa-Forschung. Bd. 38). Verlag Herder-Institut, Marburg 2020, ISBN 978-3-87969-434-1.
- mit Nikolas Jaspert: Die Kreuzzugsbewegung im römisch-deutschen Reich (11.–13. Jahrhundert). Thorbecke, Ostfildern 2016, ISBN 978-3-7995-0383-9.
- mit Enno Bünz, Helmut G. Walther: Religiöse Bewegungen im Mittelalter. Festschrift für Matthias Werner zum 65. Geburtstag (= Schriftenreihe der Friedrich-Christian-Lesser-Stiftung. Bd. 19). Böhlau, Köln u. a. 2007, ISBN 3-412-20060-3.